# Seddiner See
Seddiner See est une commune allemande de l'arrondissement de Potsdam-Mittelmark, dans le land de Brandebourg.

## Géographie
Le territoire communal s'étend autour du Großer Seddiner See, lac qui couvre 218 hectares du territoire, quelques kilomètres au sud de Potsdam, capitale du Brandebourg. De même il y a le Kleiner Seddiner See et le Kähnsdorfer See. 
La commune comprend les quartiers de Kähnsdorf, Neuseddin et Seddin.
| Schwielowsee |              | Michendorf |
|              | Seddiner See |            |
| Beelitz      |              |            |

Seddiner See se trouve sur la Bundesstraße 2 entre Michendorf et Beelitz. La gare de Seddin, située à Neuseddin, se trouve sur la ligne de Berlin à Blankenheim. Elle est desservie par les trains Regional-Express ; c'est également l'une des principales gares de triage de la DB Netz AG dans la région, utilisée par la DB Cargo AG.

## Histoire

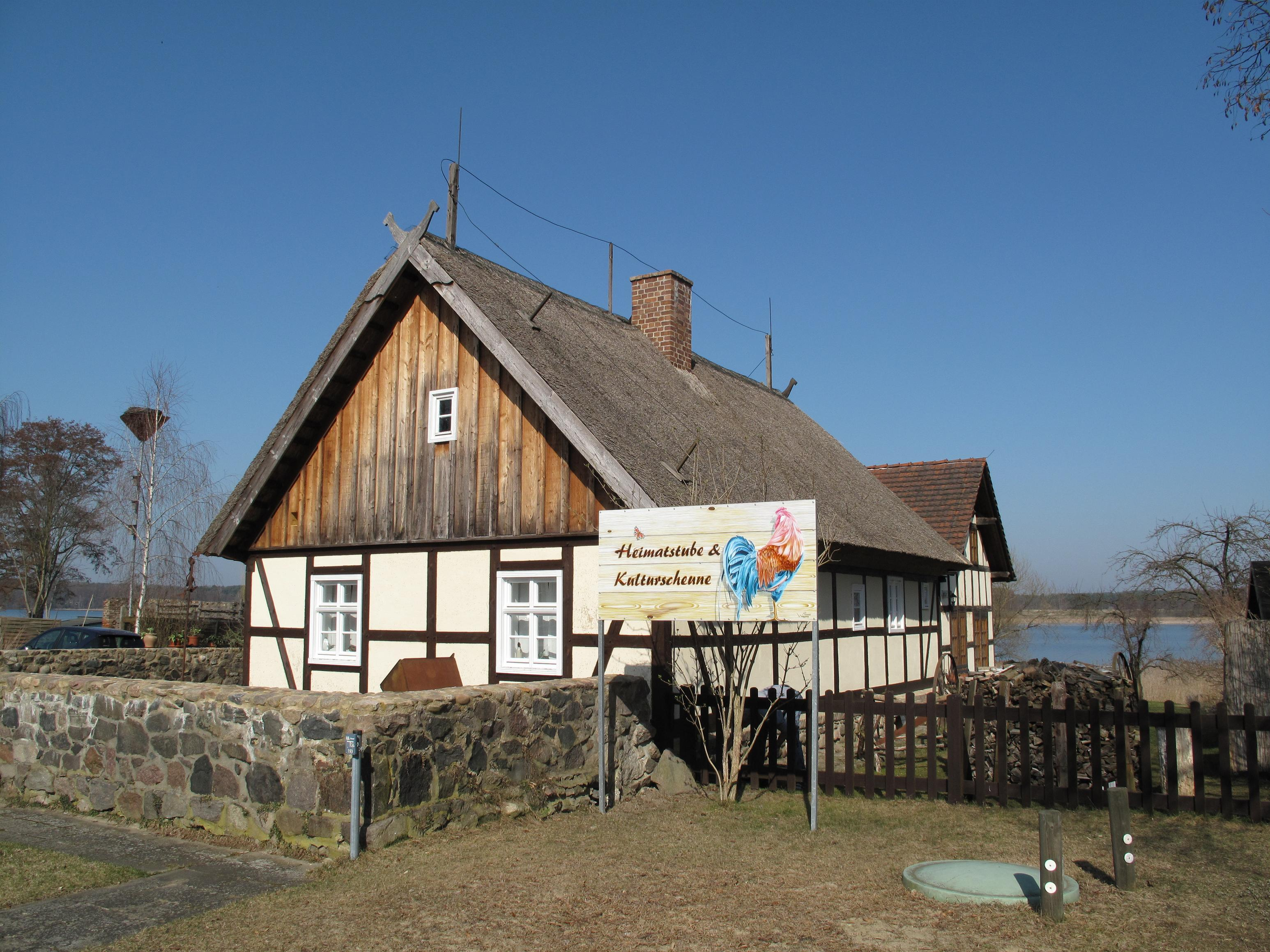
Musée local à Kähnsdorf.

Les villages de Kenstorp et Sedyn, d'origine slave, furent mentionnés pour la première fois dans un registre foncier de l'empereur Charles IV en 1375. Les lieux se trouvaient alors sur une route commerciale reliant Berlin et Leipzig, précurseur de la Bundesstraße d'aujourd'hui. Au XVe siècle, la colonie de Kenstorp a été abandonnée.
Au tournant du siècle dernier, le terrain fut parcellisé et repeuplé. La colonie des cheminots à Neuseddin fut construite à partir de 1915. Pendant le Troisième Reich, il y a un camp de travail forcé de la Deutsche Reichsbahn. Après la Seconde Guerre mondiale, en 1947, une pierre commémorative est érigée pour les 45 victimes, des travailleurs forcés soviétiques et polonais, des femmes et des filles juives et des détenus des camps de concentration nazis.
Le 6 décembre 1993, les communes de Kähnsdorf, Neuseddin et Seddin décident de former la nouvelle commune de Seddiner See.

## Personnalités liées à la commune
- Werner Gocksch (1922–2003), peintre.
- Erik Hahn (née en 1970), lutteur.

## Source
- (de) Cet article est partiellement ou en totalité issu de l’article de Wikipédia en allemand intitulé « Seddiner See » (voir la liste des auteurs).